# Rickettsiose
Rickettsiose is de verzamelnaam van ziekten veroorzaakt door bacteriën van het geslacht Rickettsia, obligaat intracellulair levende kleine bacteriën waarvan een aantal soorten beschreven zijn.
Ze veroorzaken bij mensen een groot aantal ziekten waaronder vlektyfus, Rocky Mountain spotted fever, de ziekte van Brill-Zinsser, en fièvre boutonneuse. Ook bij planten komen door rickettsiae veroorzaakte ziekten voor. In de landen rond de Middellandse Zee komt fièvre boutonneuse vrij frequent voor. Deze koortsende ziekte wordt veroorzaakt door de bacterie Rickettsia connorii. Deze ziekte en de verwekker komen in Nederland niet voor.
Een aanvankelijk veronderstelde associatie tussen Rickettsia helvetica en de ziekte sarcoïdose kon door anderen niet worden bevestigd. Er werd in 2002 uit Zweden gemeld dat in de weefselmonsters van een serie van 30 sarcoïdosepatiënten in vrijwel alle gevallen het micro-organisme Rickettsia helvetica aanwezig zou zijn.
In een vervolgonderzoek werden echter bij 20 Zweedse sarcoïdosepatiënten in geen enkel geval antistoffen tegen dit micro-organisme aangetoond. Er is een uitgebreide discussie van de vele en tegenstrijdige beschikbare gegevens over de rol van micro-organismen bij sarcoïdose gepubliceerd.